# 힐데가르트 폰 빙엔

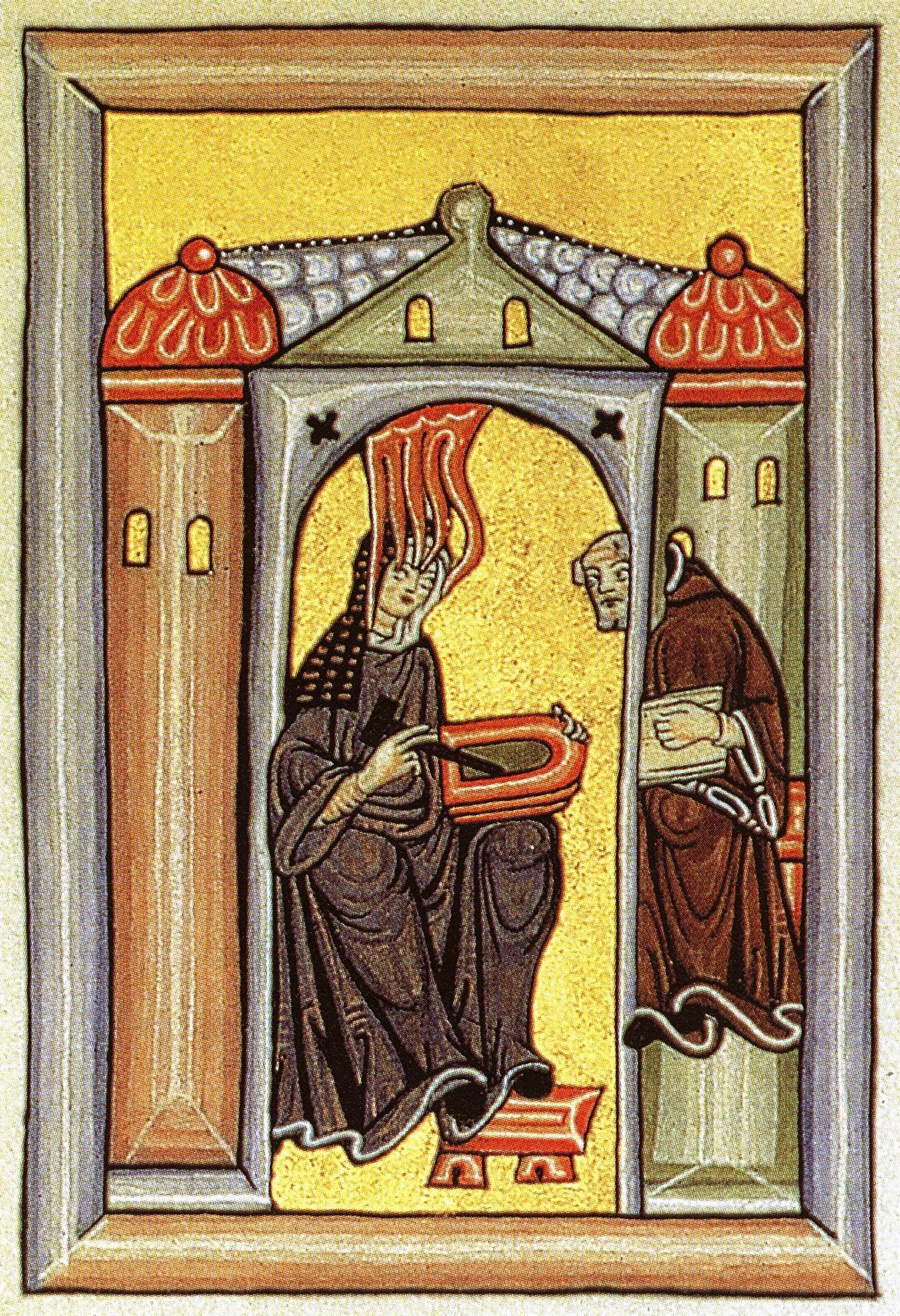
Illumination from the Liber Scivias showing Hildegard receiving a vision and dictating to her scribe and secretary

빙엔의 힐데가르트(독일어: Hildegard von Bingen 힐데가르트 폰 빙겐[*], 라틴어: Sancta Hildegardis Bingensis 힐데가르디스 빙겐시스[*], 1098년 – 1179년 9월 17일)는 로마 가톨릭교회의 베네딕도회 수녀원장(magistra)이자 박식가였다. 중세 성기에 수녀원 생활을 하면서도 예술가, 작가, 카운셀러, 언어학자, 자연학자, 과학자, 철학자, 의사, 약초학자, 시인, 운동가, 예언자, 작곡가, 신비주의자 등의 활동을 했다. 1136년 수녀원장으로 뽑힌 후 1150년에 루페르츠베르크 수도원을, 1165년에 아이빙겐 수도원을 세웠다.
그녀는 신학, 식물학, 의학 서적, 편지, 서정시, 음악을 썼다. 그녀는 일관되게 작곡한 최초의 작곡가였다. 작품 오르도 비르투툼(Ordo Virtutum)는 첫 번째 형식(the first form)이라고 불리며, 오페라의 기원 중 하나로 추정된다. 또한 이는 현존하는 가장 오래된 도덕극으로 여겨지며, 전례극(liturgical drama)의 초기 예 중 하나이다. 그녀는 가장 유명한 단선율 성가 작곡가 중 하나이기도 하다. 독일 박물학의 창시자로도 여겨진다.
2012년 교황 베네딕트 16세에 의해 성녀이자 교회박사로 시성되었다

## 생애
정확한 날짜는 불확실하지만 1098년경에 태어났다. 부모는 자유로운 하급 귀족 가문이었다. 힐데가르트는 보통 막내이자 열 번째 자녀로 간주되지만 7명의 더 나이 많은 형제 자매에 대한 기록이 있다. 힐데가르트는 태어날 때부터 병약했는데, 아주 어렸을 때부터 환시를 경험했다고 한다.
어린 시절부터 힐데가르트의 영적 인식은 그녀가 그녀의 공적 사명이나 수도원 서약을 시작하기 훨씬 전에 그녀가 불렀던 살아있는 빛의 반영에 기반을 두고 있다.
아마도 힐데가르트의 환시, 정치적 위치 또는 둘 다 때문에 힐데가르트의 부모는 그녀를 팔츠 숲에서 최근에 재건된 디시보덴베르크의 베네딕도회 수도원에 봉헌했다. 힐데가르트가 수도원에 갇힌 날짜는 논쟁의 대상이다. 그녀의 성인전은 그녀가 스폰하임의 스테판 2세 백작의 딸이자 힐데가르트보다 6살 많은 유타와 공언했을 때 그녀가 8살이었다고 말한다. 그러나 유타가 봉인된 날짜는 Hildegard가 14세였을 때인 1112년으로 알려져 있다. 1112년 모든 성인의 날 밤베르크의 오토 주교는 그들의 서약을 받아들였다. 일부 학자들은 힐데가르트가 8세에 유타의 보살핌을 받았고, 6년 후 두 사람이 함께 동봉되었을 것이라고 추측한다.
어쨌든, 힐데가르트와 유타는 디시보덴베르크에서 함께 둘러싸이고 승려 수도원에 소속되어 성장하는 여성 공동체의 핵심을 형성했다. 유타는 또한 몽상가였으며 수도원에서 그녀를 방문하기 위해 온 많은 추종자들을 끌어들였다. 힐데가르트는 유타가 그녀에게 읽기와 쓰기를 가르쳤지만 그녀는 배우지 않았기 때문에 힐데가르트의 건전한 성경 해석을 가르칠 수 없었다고 말한다. 유타의 생애(Life of Jutta)에 대한 서면 기록에 따르면 힐데가르트는 아마도 그녀가 시 낭송, 정원 일, 기타 수공업, 병자를 돌보는 일을 도왔을 것이다. 이것은 힐데가르트가 솔터리를 연주하는 법을 배운 시기였을 것이다. 자주 방문하는 볼마르는 힐데가르트에게 간단한 시편 표기법을 가르쳤을 것이다. 그녀가 음악을 공부한 시간은 그녀가 나중에 만들 작곡의 시작일 수 있다.
1136년 유타가 죽자 힐데가르트는 동료 수녀들에 의해 만장일치로 공동체 원장으로 선출되었다. 힐데가르트는 자신과 수녀들의 더 많은 독립을 원했고 그들이 루페르츠베르크로 이사할 수 있도록 해 달라고 요청했다. 이것은 잘 지어진 석조 단지에서 임시 거처로 빈곤을 향한 움직임이었다. 대수도원장이 힐데가르트의 제안을 거절하자 힐데가르트는 고개를 숙이고 마인츠의 대주교 하인리히 1세의 승인을 받았다. 그러나 쿠노 대수도원장은 힐데가르트가 병에 걸려 마비되어 침대에서 움직일 수 없게 될 때까지 가만있지 않았다. 그녀는 수녀들을 새로운 장소로 옮기라는 그의 명령을 따르지 않는 그녀에 대한 신의 불행 때문이라고 생각했다. 수도원장 자신이 힐데가르트를 움직일 수 없을 때 수녀들에게 자신의 수도원을 주기로 결정했다. 따라서 힐데가르트와 약 20명의 수녀는 1150년에 세인트 루퍼츠베르그 수도원으로 이사했으며, 그곳에서 볼마르는 힐데가르트의 고해 신부이자 서기관으로 일했다. 1165년에 힐데가르트는 아이빙겐에 그녀의 수녀들을 위한 두 번째 수도원을 설립했다.
1179년 힐데가르트가 죽기 전에 마인츠의 성직자들에게 문제가 발생했다. 루페르츠베르크에 묻힌 한 남자가 가톨릭 교회에서 파문된 후 사망했다. 따라서 성직자는 그의 몸을 신성한 땅에서 제거하기를 원했다. 힐데가르트는 이 생각을 받아들이지 않았고 그것은 죄이며 그 사람은 죽을 때 교회와 화해했다고 대답했다.

## 작품
힐데가르트의 작품에는 세 권의 환상 신학이 포함되어 있다. 그리고 전례에 사용하기 위한 다양한 음악 작품이 있으며, 중세 시대부터 살아남은 편지(거의 400통)가 있다. 편지는 교황에서 황제, 대수도원장과 수녀원에 이르기까지 다양한 통신원에게 발송되었으며 1160년대와 1170년대에 그녀가 설교한 많은 설교 기록을 포함한다. 자연 의학 및 치료법에 관한 두 권의 자료도 있다. 인공어 링구아 이그노타를 발명했으며, 복음주석과 성인전 2편을 포함한 다양한 소작품이 있다.

## 영화
마가레테 폰 트로타 감독의 영화 '위대한 계시'(2009)는 힐데가르트 폰 빙엔의 생애를 담고 있다.